# Zeromancer
Zeromancer — норвежская музыкальная индастриал-рок группа.

## История
Ядро группы Zeromancer встретилось в другой норвежской группе Seigmen. В течение 90-х годов Seigmen доминировала на норвежской рок-сцене, а также, давая концерты за рубежом, прославилась и на международной арене.
После раскола группы Seigmen в 1999 году Alex Møklebust (вокал), Erik Ljunggren (программирование), Kim Ljung (бас-гитара) и Noralf Ronthi (барабаны) объединились с Chris Schleyer (прежде из Kidneythieves) (гитара) в группу с названием Zeromancer.
Весной 2000 года Zeromancer выпускает первый альбом, Clone Your Lover. Трек с одноимённым названием имел успех во многих клубах. Благодаря этому альбому Zeromancer получила награду лучшего дебютанта 2000 года на German Alternative Music Award.
В 2001 году выходит второй альбом Eurotrash, включающим кавер-версию песни «Send Me an Angel» австралийской группы Real Life, в 1983 году имевшую большой успех, а также заглавную песню Doctor online, ставшую впоследствии визитной карточкой" группы.
Весной 2003 года, перевыпускается альбом Clone Your Lover в США, тур по США значительно увеличивает число поклонников группы.
Осенью того же 2003 Zeromancer выпускает третий альбом Zzyzx. Название происходит из надписи на дорожном знаке, увиденном участниками группы во время американского тура. В San Bernardino County, California есть местечко Zzyzx, названное так специально, чтобы быть последним в списке населённых пунктов США. После релиза Chris Schleyer покидает группу, чтобы влиться в коллектив группы A Perfect Circle.
В марте 2007 года Chris Schleyer создаёт собственную группу Affected, и вместе с Nine Inch Nails будет участвовать в их туре.
Kim Ljung активно участвует в проекте Ljungblut, Alex Møklebust спродюсировал несколько норвежских групп (таких как Gåte и Don Juan Dracula), Erik Ljunggren посвятил свои программистские навыки коллективам Satyricon и Undergod.
На 25 марта 2007 года не было официальных данных о новых релизах, несмотря на то, что песня «Doppleganger I Love You», играемая в европе, добралась до 4 места в Deutsche Alternative Charts . Вскоре она появилась в интернете. 22 октября 2007 года Zeromancer выпустил второй сингл с будущего альбома: «I’m Yours To Lose», включающий ремикс на песню «Doppleganger I Love You». В 2009 году Zeromancer выпустили свой новый альбом Sinners International. В октябре 2009 года группа в рамках концертного тура посетила Россию. Zeromancer отыграли концерты в Москве и Екатеринбурге.
19 февраля 2021 года после длительного затишья квинтет анонсировал релиз своего первого сингла — 'Damned Le Monde". За ним были выпущены ещё 2 сингла Mourners и Terminal Love. Выход полноформатного альбома «Orchestra Of Knives» запланирован на осень 2021 года.

## Дискография

### Альбомы
- Clone Your Lover (Sony Music Entertainment, 13 марта, 2000)
- Eurotrash (Warner Music Group, 1 октября, 2001)
- Zzyzx (Warner Music Group, 1 сентября, 2003)
- Sinners International (13 февраля, 2009)
- The Death of Romance (5 марта, 2010)
- Bye-Bye Borderline (25 января, 2013)
- Orchestra of Knives (24 сентября, 2021)

### Синглы
- 2000: Clone Your Lover (Promo MCD)
- 2001: Doctor Online (MCD)
- 2001: Need You Like A Drug (Promo MCD)
- 2003: Famous Last Words (MCD)
- 2007: Doppelganger I Love You (Promo MCD)
- 2007: I’m Yours To Lose (Promo MCD)
- 2009: It Sounds Like Love (But It Looks Like Sex) (CDM)
- 2021: Damned Le Monde
- 2021: Mourners ‍
- 2021: Terminal Love ‍

## Видео
- 2000: Clone Your Lover
- 2001: Doctor Online
- 2003: Erotic Saints
- 2007: Doppelganger I Love You
- 2010: Industry People

## Этимология
Zeromancer получила своё имя из слияния названий двух романов: Less Than Zero писателя Bret Easton Ellis, и Neuromancer писателя William Gibson. 